# Brug 1574
Brug 1574 is een bouwkundig kunstwerk in Amsterdam Nieuw-West.

## Brug
Het gebied was eeuwenlang agrarisch gebied en behoorde 105 jaar tot het gebied van de gemeente Sloten. Alhoewel de gemeente Amsterdam Sloten in 1921 grotendeels opslokte voor terreinen voor woningbouw (denk aan Slotervaart) bleef dit gebied tot de eeuwwisseling 2000 toch voornamelijk agrarisch (in 1967 stonden er nog melkbussen langs de weg) al zij het grotendeels met volkstuintjes als ook het Nieuwe Bijenpark. De belangrijkste weg voor plaatselijk verkeer was de eeuwenoude Osdorperweg, verbinding tussen Amsterdam en Halfweg. Het volkstuinengebied werd ontsloten door een doorbraak met de namen Baron Schimmelpenninck van der Oyeweg en Joris van den Berghweg. Dit was een afslag van die Osdorperweg in de bebouwing aan de Osdorperweg middels de Tinie Wormbrug (brug 776) uit 1970.
Bij de inrichting van het recreatiegebied Tuinen van West (2012-2015) waren er meer verbindingen nodig, waarbij vooral voet- en fietsbruggen noodzakelijk waren. Tussen Osdorperweg 736 en 740 werd een doorgang voor voetgangers en fietsers naar de Tuinen van West gemaakt over een veldje waarop al geen bebouwing stond. Het landbouwgebied had vanwege afwatering een nadeel. Direct langs de Osdorperweg lag een afwateringssloot waarover een brug moest komen en rond het poldergebied ligt eveneens een afwateringstocht of ringsloot. Op korte afstand van elkaar waren voor de verbinding dus twee bruggen (1574 en 1575) nodig. Daarvan is brug 1574 het langst; voor de overspanning was circa 27 meter nodig. Er werd gezien de drassige bodem gekozen voor een grotendeels houten brug met twee knikken. Het geheel wordt gedragen door een betonnen paalfundering terug te vinden in de dito brugpijlers. Deze pijlers dragen jukken waarop weer de liggers (onbekend materiaal) werden gelegd. Door de aanleg van het pad werd tevens een directe toegang gemaakt richting het Gemaal Baron Schimmelpenninck van der Oyeweg.

## Brug 1573
Direct ten noorden ligt brug 1573 in de vorm van een duiker in een afwateringstocht. De duiker stamt uit dezelfde periode als de brug 1574.

## Gemaal Baron Schimmelpenninck van der Oyeweg
Dit gemaal zonder adres in BAG is geplaatst op de dijk tussen de ringsloot (ook wel Osdorpervaart) en de Osdorper Binnenpolder en stamt uit de jaren vijftig. Het werd voorzien van maalsloot en maalkom. Het gebouwtje is een opvallende verschijning. In een redelijk kaal gebied wordt het omringd door oude essen. In het kader van de aanleg van de Tuinen van West moest ook de bemaling aangepast worden. Er moest in een andere richting bemaald worden en dat kon het oude systeem niet aan. In 2004 werd daarom Poldergemaal Nico Broekhuysen aan het werk gezet; het gebouwtje staat er sindsdien wat verloren bij.

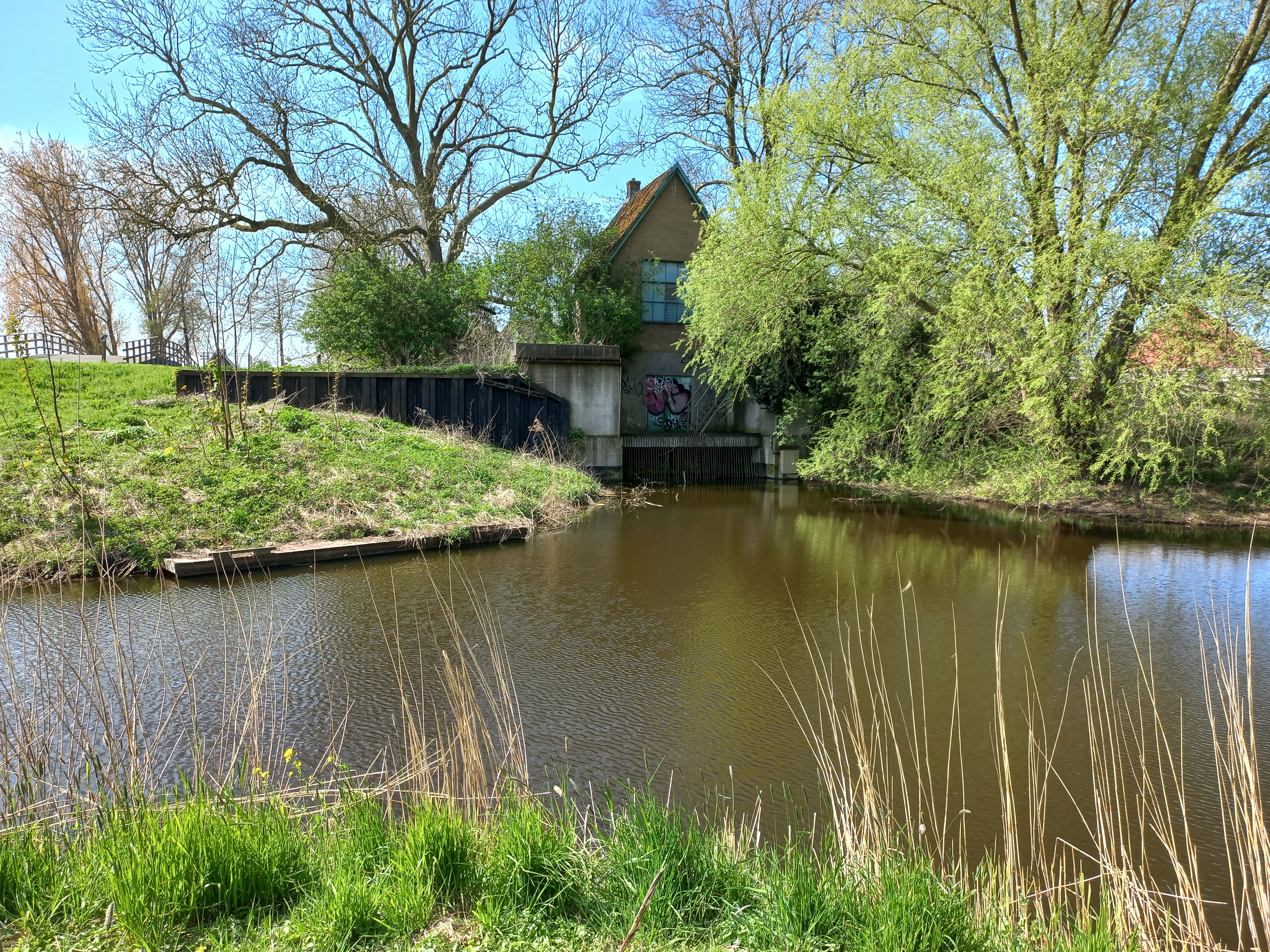
Gemaal (april 2022)

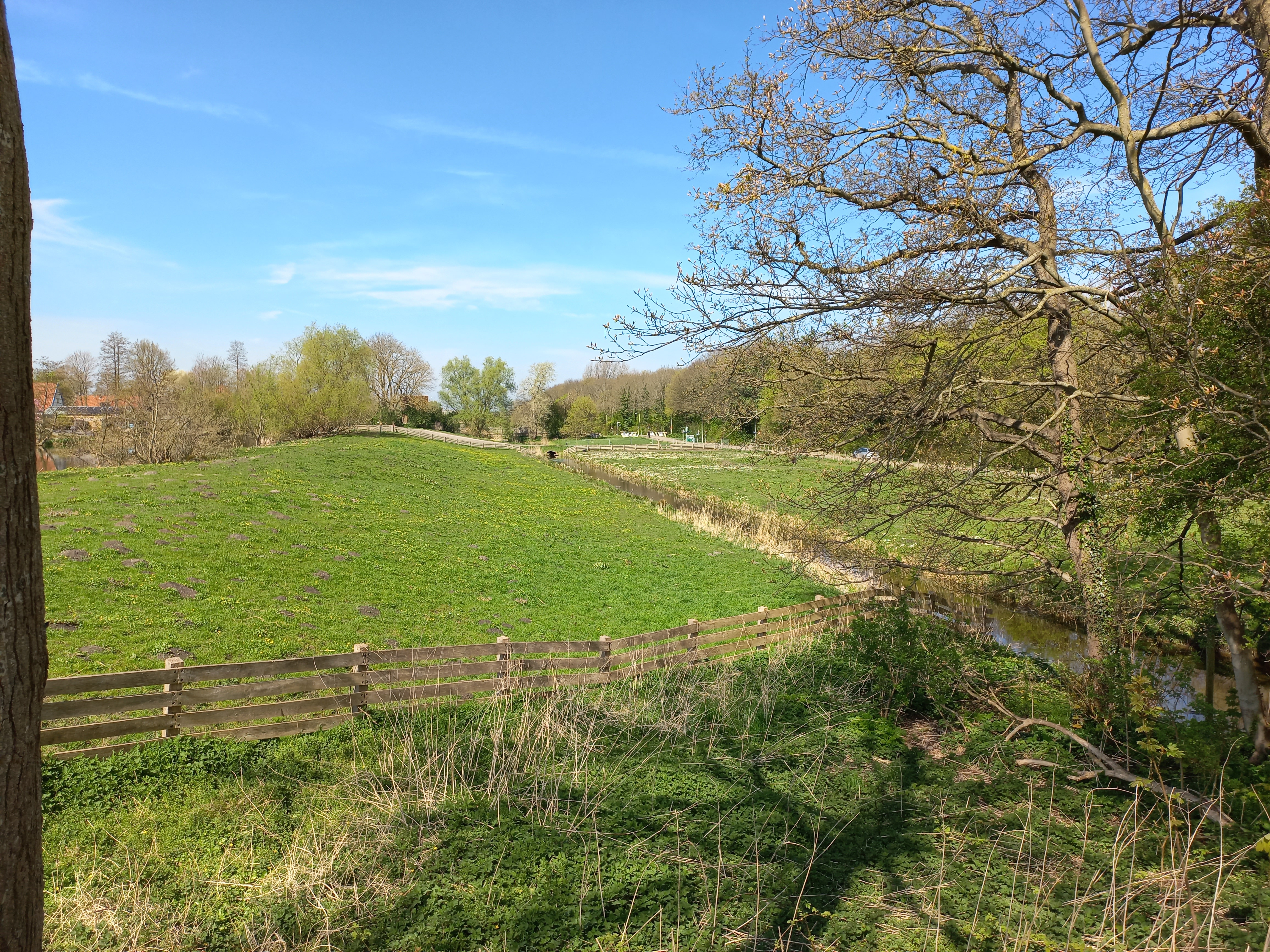
Duiker 1573 (zwarte punt in het midden) alleen te zien bij uitvergroten (april 2022)